# Accés múltiple per divisió d'espai
Accés múltiple per divisió d'espai (SDMA, acrònim de Spatial Division Multiple Access) i és un MIMO (Mutiple-Input and Multiple-Output). És una arquitectura sense cables basada en múltiples antenes i adequada per a comunicacions mòbils. Permet l'accés al canal identificant la localització de l'usuari i establint una connexió directa entre la divisió de l'amplada de banda de la xarxa i la localització espacial trobada. Aquesta tècnica es pot integrar junt amb altres tècniques d'accés convencional com FDMA, TDMA i CDMA.
En un sistema SDMA l'estació base no transmet el senyal a través de tota l'àrea de la cel·la com és el cas de les tècniques d'accés convencional sinó que concentra la potència en la direcció on es troba la unitat mòbil que sol·licita la comunicació i el mateix fa en recepció.
La tècnica SDMA té diverses característiques que fan que la seva introducció en un sistema de ràdio mòbil sigui avantatjós. La primera és que les modificacions necessàries es limiten a les estacions base i no involucren les unitats mòbils. La segona és la seva possibilitat de ser integrada amb diferents tècniques d'accés múltiple (FDMA, TDMA, CDMA) i totes les tecnologies de ràdio mòbils existents i per existir.

## Funcionament
En els sistemes cel·lulars tradicionals l'estació base, en no tenir informació sobre la posició de les unitats mòbils, és obligada a radiar en totes les direccions per cobrir tota l'àrea de la cel·la.
Això implica un desaprofitament de potència i la transmissió cap a direccions on no hi ha terminals mòbils en recepció d'un senyal que pot ser vist com a interferent per les cel·les co-canal. De la mateixa manera, en recepció l'antena rep senyals provinents de totes direccions incloent sorolls i interferències.
Aquestes consideracions són les que han portat al desenvolupament del SDMA. El patró de radiació de l'estació base en transmissió i recepció s'adapta a cada usuari per obtenir el major guany possible en la direcció determinada. A la vegada els punts nuls de radiació s'han de posicionar en les direccions de les unitats mòbils interferents. Aquest comportament s'anomena "Null steering"
Això requereix la capacitat de portar a terme filtrat espacial que pot ser obtingut fent servir a l'estació base una matriu d'antenes com es mostra a la figura. El mateix esquema és utilitzat en recepció.

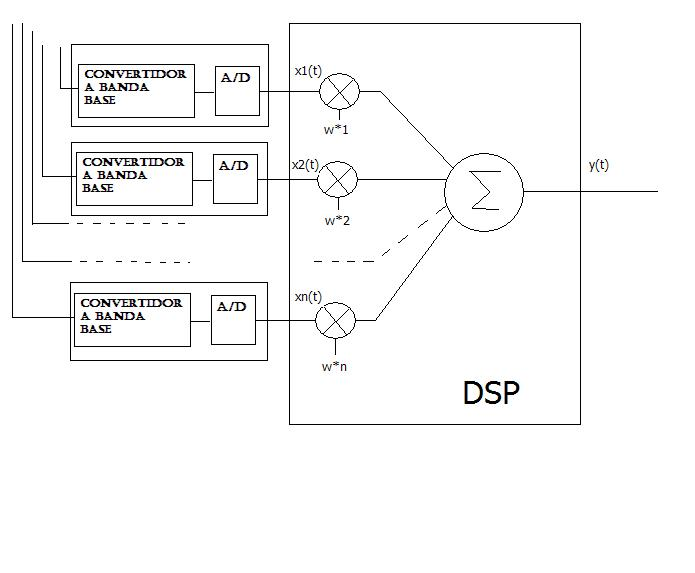
Matriu d'antenes en SDMA

Aquest sistema compren una matriu d'antenes i un processador de senyals digitals (DSP) que processa en temps real els senyals rebuts i els senyals a enviar a les diferents antenes.
A la figura es pot observar que el senyal de radiofreqüència és rebut per cada una de les N antenes que componen la matriu i seguidament és portat a banda base i després digitalitzat. Els N senyals complexos obtinguts s'envien a les entrades del processador de senyals digitals, que multiplica el senyal de cada antena per un factor wi i finalment afegeix els diversos termes. El senyal de sortida ve donat per:
{\displaystyle y\left(t\right)=\sum \limits _{i=1}^{N}W_{i}\cdot x_{i}\left(t\right)}
Un escolliment apropiat del vector de pesos w = [w1, w2, ...wN] permet donar al patró de radiació les característiques desitjades. En particular el vector W es determina fent servir una estratègia adaptativa. Els coeficients són carregats periòdicament basant-se en l'observació de les dades rebudes. Per assegurar una correcta operació del sistema és necessari que el nivell d'adaptació pugui compensar la variació en el medi causada per la mobilitat de les fonts i accentuada pels múltiples camins.

## Millores que presenta
L'ús d'un sistema matricial d'antenes a l'estació base permet introduir la tècnica SDMA l'avantatge principal de la qual és la possibilitat d'augmentar la capacitat del sistema i, per tant, el nombre d'usuaris. Les millores que presenta venen donades per:

### Reducció de la interferència co-canal
S'obté minimitzant el guany en la direcció de les unitats mòbils interferents. Aquesta tècnica coneguda amb el nom de SFIR (Spatial Filtering for Interference Reduction) permet reduir la distància de reutilització de freqüències i la mida dels clústers. D'aquesta manera a cada cel·la podem assignar-li més canals.

### Ortogonalitat espacial
En les tècniques d'accés múltiple convencional l'ortogonalitat entre senyals associats a diferents usuaris s'obté transmetent en diferents bandes freqüencials (FDMA), en diferents caselles temporals (TDMA) o utilitzant diferents seqüències de codi (CDMA). Utilitzant una matriu d'antenes afegim un altre grau d'ortogonalitat entre senyals transmesos des de i cap a diferents direccions. Com a resultat és possible assignar el mateix canal físic a diferents usuaris quan els angles vistos des de l'estació base són prou grans.
En particular és possible explotar l'increment del guany proporcionat per la matriu d'antenes respecte del cas omnidireccional en permetre una transmissió de menys potència i, per tant, menys consum. A igual potència el guany pot ser emprat per ampliar la mida de la cel·la. Això és molt útil quan cal cobrir grans superfícies amb poca densitat de trànsit amb un nombre limitat d'estacions base.